# Casa del mercato
Casa del mercato (o Domus mercati) è un edificio storico situato in Piazza Marconi a Mantova, un tempo chiamata Piazza Purgo e abbellita da un importante ciclo di affreschi rinascimentali attribuiti ad Andrea Mantegna.

## Storia e descrizione

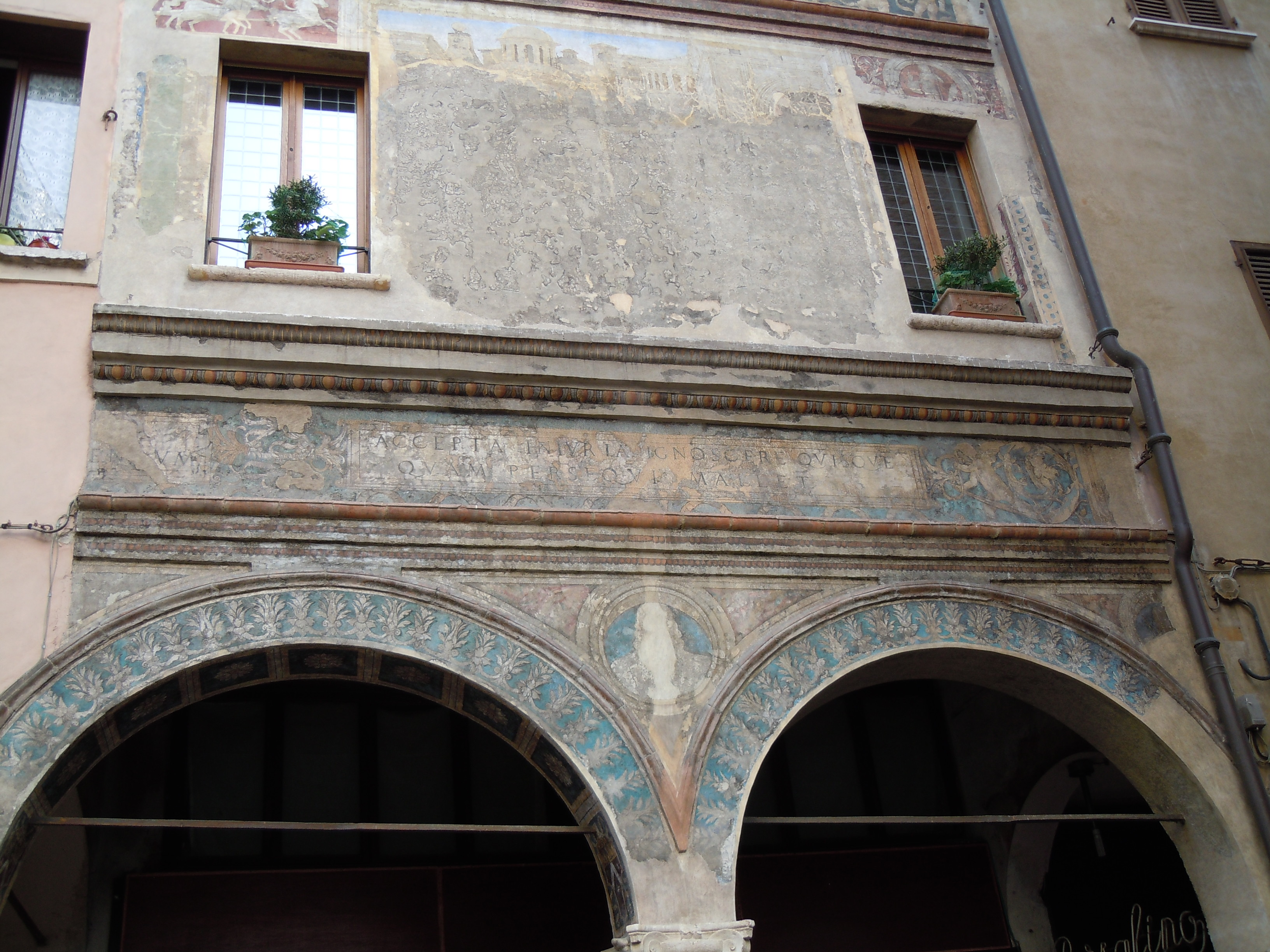
Casa del marcato, particolare

L'edificio, presumibilmente corrispondente alla Domus Mercati, fu riedificato nel 1462 dall'architetto Luca Fancelli su committenza del marchese Ludovico Gonzaga.
Appartenne a Francesco Gonzaga che lo cedette nel 1502 ad Andrea Mantegna, divenendo probabilmente la sua residenza. In seguito il Mantegna abitò nel suo palazzo (Casa del Mantegna), costruito su un terreno donatogli dal marchese Ludovico, come premio per avere eseguito la Camera degli Sposi.
La costruzione presenta un portico con colonne e capitelli quattrocenteschi, sopra due livelli segnati da spartimenti in cotto. Al primo piano e al secondo finestre, più in alto il fregio con putti, nastri e racemi attorno ai due oculi superstiti. Infine la cornice che segna il culmine originario.
Durante i lavori di restauro, che si sono protratti per quattro anni (1997-2001), sono tornati alla luce importanti affreschi  che riproducevano storie di Alessandro Magno, attribuiti alla scuola di Andrea Mantegna. Ha preso corpo l'ipotesi dell'intervento diretto del maestro nella realizzazione pittorica della facciata.